# 대한민국 민법 제1084조
대한민국 민법 제1084조는 채권의 유증의 물상대위성에 대한 민법 상속법 조문이다.

## 조문
제1084조(채권의 유증의 물상대위성) ① 채권을 유증의 목적으로 한 경우에 유언자가 그 변제를 받은 물건이 상속재산 중에 있는 때에는 그 물건을 유증의 목적으로 한 것으로 본다.
②전항의 채권이 금전을 목적으로 한 경우에는 그 변제받은 채권액에 상당한 금전이 상속재산중에 없는 때에도 그 금액을 유증의 목적으로 한 것으로 본다.

第1084條(債權의 遺贈의 物上代位性) ① 債權을 遺贈의 目的으로 한 境遇에 遺言者가 그 辨濟를 받은 物件이 相續財産 中에 있는 때에는 그 物件을 遺贈의 目的으로 한 것으로 본다.
②前項의 債權이 金錢을 目的으로 한 境遇에는 그 辨濟받은 債權額에 相當한 金錢이 相續財産中에 없는 때에도 그 金額을 遺贈의 目的으로 한 것으로 본다.

## 참고 문헌
- 오현수, 일본민법, 진원사, 2014. ISBN 978-89-6346-345-2
- 오세경, 대법전, 법전출판사, 2014 ISBN 978-89-262-1027-7
- 이준현, LOGOS 민법 조문판례집, 미래가치, 2015. ISBN 979-1-155-02086-9